# Dagmar
Dagmar ist ein weiblicher (und selten männlicher) Vorname, der sich im Deutschen durch skandinavische Literatur eingebürgert hat. Kurzform ist Daggi. Recht beliebt war der Vorname Dagmar im Jahr 1967; er ist außerhalb Deutschlands auch als Männervorname bekannt.
In Dänemark kam Dagmar als Name der Prinzessin Dagmar von Böhmen auf, die im 13. Jh. Königin von Dänemark war. Wahrscheinlich ist es der als Frauenname gebrauchte männliche Vornamen Dagomar.

## Herkunft und Bedeutung
Dagmar stammt laut Duden-Vornamenlexikon ursprünglich aus dem Alttschechischen, wurde aber im Hochmittelalter als altsächsisch für dag (Tag) + mari (mächtig) aufgefasst.
Gelegentlich wird Dagmar mit dem slawischen Dragomira assoziiert, was friedliebend bedeutet.
Dagmar ist wahrscheinlich eine weibliche Namensform von Dagomar.
Dieser leitet sich ab von dag-, Bedeutung unklar, vielleicht von keltisch dago schön, gut und mers, mari, germanisch für berühmt. Möglich ist auch eine Herleitung von Thankmar. Ähnliche Namensbildungen sind Waldemar, Ingmar, u. a. Auch Dagobert/Taginbert (mit der weiblichen Variante Dagoberta) bzw. einer der davon abgeleiteten Kurzformen (wie Dago) sind verwandte Namensformen.
Im Dänischen wird dem Namen volksetymologisch oft die Bedeutung „berühmter Tag“ (von dag für Tag und meri für berühmt) beigelegt. Hierfür werden mitunter auch angebliche Belege aus dem Althochdeutschen (tag mâri für „der helle Tag“) angeführt. Der Königin Dagmar von Böhmen wurde auch die Bedeutung Tagesjungfrau, Morgenröte zugeschrieben.
Wirklich populär wurde der Name im 19. Jahrhundert aufgrund der Dagmar in dem historischen Roman Valdemar Sejr über das Leben Waldemar II. von Bernhard Ingemann (1826).

## Namenstag
Der 24. Mai ist der katholische Namenstag für Dagmar (auch für Esther, Johanna und Sophie).

## Namensträgerinnen

### Einname
- Dagmar von Böhmen (* etwa 1186, † 1212), Heilige, katholischer Gedenktag: 24. Mai
- Dagmar von Dänemark (1847–1928), russische Zarin
- Dagmar von Dänemark (1890–1961), dänische Prinzessin

### Vorname
- Dagmar Altrichter (1924–2010), deutsche Schauspielerin
- Dagmar Belakowitsch (* 1968), österreichische Politikerin (FPÖ)
- Dagmar Berghoff (* 1943), deutsche Fernsehmoderatorin
- Dagmar Bergmeister (1929–2013), deutsche Fernsehansagerin
- Dagmar Bühler-Nigsch (* 1969), liechtensteinische Politikerin (VU)
- Dagmar Chidolue (* 1944), deutsche Schriftstellerin
- Dagmar von Cramm (* 1955), deutsche Autorin und Ernährungsberaterin
- Dagmar Dreke (* 1958), deutsche Schauspielerin, Sängerin, Synchron- und Hörbuchsprecherin
- Dagmar Enkelmann (* 1956), deutsche Politikerin (Die Linke)
- Dagmar Frederic (* 1945), deutsche Entertainerin
- Dagmar Freudenberg (* 1952), deutsche Juristin
- Dagmar Friedrich (* 1960), deutsche Badmintonspielerin
- Dagmar Geppert (* 1980), deutsche Schauspielerin und Hörspielsprecherin
- Dagmar von Gersdorff (* 1938), deutsche Schriftstellerin und Literaturwissenschaftlerin
- Dagmar Hase (* 1969), deutsche Schwimmerin
- Dagmar Havlová (* 1953), tschechische Schauspielerin
- Dagmar Heller (1947–2015), deutsche Schauspielerin und Synchronsprecherin
- Dagmar Heller (* 1959), deutsche Theologin
- Dagmar Hoßfeld (* 1960), deutsche Kinderbuchautorin
- Dagmar Käsling (* 1947), deutsche Leichtathletin
- Dagmar Kersten (* 1970), deutsche Kunstturnerin
- Dagmar Koller (* 1939), österreichische Sängerin, Tänzerin und Schauspielerin
- Dagmar Lurz (* 1959), deutsche Eiskunstläuferin
- Dagmar Manzel (* 1958), deutsche Schauspielerin
- Dagmar Metzger (* 1958), deutsche Politikerin (SPD)
- Dagmar Nick (* 1926), deutsche Dichterin und Schriftstellerin
- Dagmar Oppermann (* 1963), deutsche Juristin, Richterin am Bundessozialgericht
- Dagmar Patrasová (* 1956), tschechische Schauspielerin und Sängerin
- Dagmar Pohlmann (* 1972), deutsche Fußballspielerin
- Dagmar Rabensteiner (* 1963), österreichische Ärztin und Langstreckenläuferin
- Dagmar Reichardt (* 1961), deutsche Kulturwissenschaftlerin
- Dagmar Rom (1928–2022), österreichische Skirennläuferin
- Dagmar Rosenfeld (* 1974), deutsche Journalistin
- Dagmar Sachse (* 1970), deutsche Theater- und Film-Schauspielerin
- Dagmar Schipanski (1943–2022), deutsche Wissenschaftlerin und Politikerin
- Dagmar Schmidt (1948–2005), deutsche Politikerin (SPD), Meschede
- Dagmar Schmidt (* 1963), deutsche Künstlerin
- Dagmar Schmidt (* 1973), deutsche Politikerin (SPD), Wetzlar
- Dagmar Schönleber (* 1973), deutsche Kabarettistin, Sängerin und Autorin
- Dagmar Seifert (* 1955), deutsche Schriftstellerin
- Dagmar Täube (* 1961), deutsche Kunsthistorikerin, seit 2016 Museumsleiterin in Lübeck
- Dagmar von Thomas (1932–2020), deutsche Schauspielerin und Hörspielsprecherin
- Dagmar Uebelhör (* 1965), deutsche Fußballspielerin
- Dagmar Varady (* 1961), deutsche Konzept- und Medienkünstlerin
- Dagmar Wöhrl (* 1954), deutsche Politikerin
- Dagmar Yu-Dembski (1943–2023), deutsche Journalistin und Autorin chinesischer Abstammung

### Familienname
- Berthe Dagmar (1881–1934), französische Schauspielerin

### Pseudonym
- Dagmar (1921–2001), US-amerikanische Moderatorin und Unterhaltungskünstlerin
- Dagmar Lay D. (* 1962), deutsche Schlagersängerin

## Dagmar als männlicher Vorname
Äußerst selten kommt der Name Dagmar auch bei Männern vor; ein Beispiel ist der Fußballspieler Dagmar Drewes (1937–2024).